# 宿泊税
宿泊税（しゅくはくぜい、英: accommodation tax）は、各地域の宿泊者または宿泊施設を運営する事業者に対して課される税金である。滞在税 (lodging tax)、客室税 (room tax)、ホテル税 (hotel tax) などの名目で課税されることもある。

## カナダ
ケベック州では、ヌナビクを除く21の観光区域で、「宿泊に関する税」(tax on lodging, taxe sur l'hébergement) が徴税される。対象となる施設は、ホテルやモーテル、イン、コテージ、設営が済んでいるキャンプ場施設などである。税額は、宿泊に対しては料金の3.5%、旅行代理店などが料金を支払って予め部屋を押さえる行為に一室・一泊あたり3.5カナダドルがそれぞれ課される。

## 日本
日本では、1940年（昭和15年）に遊興飲食税として新設され、料理飲食等消費税、特別地方消費税とその名を変えた税があった。この税は、7,500円を超える飲食料金や、15,000円を超える宿泊料金に課税する租税であったが、消費税との二重課税であると指摘され、2000年（平成12年）3月31日をもって廃止された。
その後、2002年（平成14年）に東京都が、2018年（平成30年）に大阪府が宿泊税を導入した。大阪府の導入以降、宿泊税導入を検討する自治体が増加している。どちらも法定外目的税として、各地方自治体の条例で定められているが、対象となる施設や金額は自治体により異なる。宿泊税は、宿泊施設等が宿泊者から特別徴収し、所定の期限までに各自治体に一括納入される。

### 自治体別の宿泊税

#### 東京都
| 宿泊料金              | 税額   |
| --------------------- | ------ |
| 1万円未満             | 非課税 |
| 1万円以上1万5千円未満 | 100円  |
| 1万5千円以上          | 200円  |

東京都では、2002年4月10日に公布され、10月1日から施行された「東京都宿泊税条例」によって宿泊税が規定されている。対象となる宿泊施設は、旅館業法で定められた都知事の許可を受けてホテル営業や旅館営業を行う施設であって、簡易宿所や国家戦略特区によって都知事の許可を得ずに営業する特区民泊、住宅宿泊事業法（民泊法）によって営業される予定のいわゆる民泊施設などは含まれていない。2017年8月に開かれた東京都税制調査会では、民泊利用者への課税を求める意見が多く出ている。税額は表の通りであり、二人以上が一室に宿泊する場合は、一人当たりに換算して宿泊料金が算出される。修学旅行や業務による宿泊者を減らさないために、1万円未満の宿泊を非課税としている。2020年7月1日から2021年9月30日までは、東京オリンピック・パラリンピックの開催に伴い、宿泊税の課税が停止されることとなった。東京都は国際オリンピック委員会に対し、東京オリンピック・パラリンピックの招致に際して、各国の選手団に宿泊税を課税しないことを公約としたが、税を徴収する宿泊施設側の負担を軽減するため、観戦者やボランティアおよび観光客を含め一律で課税しないことにしたのが背景にある。その後新型コロナウイルス感染症（COVID-19）の世界的な流行に伴い、東京オリンピック・パラリンピックが2021年に延期されたことから、宿泊税の課税停止の期間が当初は2020年9月30日までのところが2021年9月30日までとなった。一方で課税停止開始の期間を遅くすることは、課税に関するシステムの変更が困難であることから、停止を始める時期は当初のまま2020年7月1日からとなる。

#### 大阪府
| 宿泊料金              | 税額   |
| --------------------- | ------ |
| 7千円未満             | 非課税 |
| 1万5千円未満          | 100円  |
| 1万5千円以上2万円未満 | 200円  |
| 2万円以上             | 300円  |

大阪府では、2016年7月1日に公布され、翌年1月1日から施行された「大阪府宿泊税条例」によって宿泊税が規定されている。対象となる宿泊施設は、ホテル・旅館・簡易宿所であり、国家戦略特区のために府知事の許可を得ないで営業する、いわゆる特区民泊を含んでいる。民泊施設などでの課税を追加した条例改正は、2016年12月20日に開かれた府議会の定例会で可決、2017年3月10日に公布、同年7月1日から施行された。税制度は東京都のものとほとんど同一で、1万円未満の宿泊料金については非課税とした。しかしながら、2017年度の大阪府の外国人観光客が過去最高の1110万人になったにもかかわらず、10億9000万円と見込まれていた税収が7億7000万円にとどまった。そのため、大阪府内の宿泊施設の単価を再調査し7200円だったことを有識者会議に提示し、「7000円以上～15000円未満で100円」への拡大で答申がまとまった。そのため2018年9月の大阪府議会で宿泊税を1泊7000円以上を対象とするための条例改正案を提出する見込みとなり、その後、2019年6月1日に改正された。
2024年11月には、翌年の2025年日本国際博覧会（大阪万博）開催後の観光振興を目的として、免税点を5000円に引き下げた上で宿泊税を最大200円引き上げる条例改正案を大阪府議会で可決した。2025年後半の施行を予定している。

#### 京都市
| 宿泊料金         | 税額   |
| ---------------- | ------ |
| 2万円未満        | 200円  |
| 2万円以上5万未満 | 500円  |
| 5万円以上        | 1000円 |

京都市は、厳しい景観規制のために高層建築物が少なく、非課税の神社仏閣が多い、などの理由で固定資産税を多く取れず、担税力の低い学生が比較的多い事情から、厳しい財政状況にある。一方で、観光名所の国際化、観光客の増加に伴う公共交通機関の慢性的遅延の解消が喫緊の課題となっている。そのため、新たな財源を模索する有識者委員会は2016年8月に設立され、翌年8月7日に宿泊税導入が答申された。
その後、2017年11月2日の市議会で「京都市宿泊税条例」が可決された。古都保存協力税以来33年ぶりの新税導入となる。翌年2月9日に法定外目的税の創設に必要な総務省の同意が得られたため、同年10月1日から宿泊税条例を施行した。宿泊税によって45億円あまりの税収増が見込まれていた。税収の使途には、住む人にも訪れる人にも京都の品格や魅力を実感できる取組の推進・入洛客の増加など、観光を取り巻く情勢の変化に対する受入環境の整備・京都の魅力の国内外への情報発信の強化、が掲げられ、具体的には混雑対策などに充当されている。
日本の自治体による宿泊税導入は、東京都、大阪府に続いて3例目になるが、非課税とする宿泊料金を設定していない点や先行する2件の例よりも高額な税額という点、民泊法に基づく民泊をも対象施設としている点が大きく異なる。有識者委員会は、「公平性の観点」から、（東京都や大阪府では非課税とされている）宿泊料金が1万円未満の宿泊についても課税するべきと答申し、京都市も、「低額な宿泊料金の宿泊客の方についても，京都市の行政サービスを一定程度享受していることを踏まえ、原則として、すべての宿泊客の方に負担をしていただくことが適当であると判断しました」と公式ウェブサイト上で説明している。一方で、小・中・高校による修学旅行については、明文によってこれを課税対象から除外している。

#### 金沢市
| 宿泊料金           | 税額  |
| ------------------ | ----- |
| 5千円以上2万円未満 | 200円 |
| 2万円以上          | 500円 |

金沢市では2015年の北陸新幹線金沢開業に伴い、観光客が大きく増加し地域が活性化している一方で、市民生活に悪影響が出ていることが問題となった。2016年11月から12月にかけて金沢経済同友会と金沢市議会12月定例月議会で相次いで宿泊税の導入について提案があり、金沢市長が宿泊税の導入を検討する方針を明らかにした。
2017年5月下旬に宿泊税の具体的検討に入るプロジェクトチームにおいて導入の検討が始まるとともに、北陸新幹線開業による影響検証会議においても宿泊税導入の検討が進められた 。同年11月のプロジェクトチームの検証結果および北陸新幹線開業による影響検証会議による答申を踏まえ、京都市と同様に宿泊金額に関わらず課税することとなった。2019年4月1日より宿泊税が導入されている。
2024年10月1日より、宿泊料金5,000円未満では非課税となった。

#### 倶知安町
北海道倶知安町では、2019年11月1日より宿泊税を導入した。税額は宿泊料金の2%で、定率制の宿泊税は全国初の施行となる。

#### 福岡県・福岡市・北九州市
| 宿泊料金               | 税額                    |
| ---------------------- | ----------------------- |
| 2万円未満（福岡市）    | 200円（県50円/市150円） |
| 2万円以上（福岡市）    | 500円（県50円/市450円） |
| 一律（北九州市）       | 200円（県50円/市150円） |
| 一律（上記以外市町村） | 200円（県200円）        |

2018年2月に福岡県が宿泊税導入の検討に入ることが報じられた。九州の自治体が宿泊税の導入を本格的に検討するには初めてのことであり、東京都や大阪府の課税モデルを適用すると年間3億5000万円程度の増収が見込めるとされている。また、福岡市・北九州市も宿泊税の導入を検討したため、県と両市による協議の上、両市内においては市税と県税を同時に徴収することになり、2020年4月1日より宿泊税を導入した。福岡市・北九州市では県税は50円、市税は150円（福岡市における2万円未満・北九州市）または450円（福岡市における2万円以上）となる。また、両市では県税も含めて市が一括して税を徴収する。2020年4月現在、福岡市・北九州市以外では、市町村による宿泊税は課税されていない。今後福岡県内の市町村が宿泊税を新たに導入した場合、県の宿泊税は100円となることが予め決められている。
また、福岡市では宿泊税の導入に合わせて、宿泊時の入湯税を150円から50円に軽減している。

#### 長崎市
| 宿泊料金         | 税額  |
| ---------------- | ----- |
| 1万円未満        | 100円 |
| 1万円以上2万未満 | 200円 |
| 2万円以上        | 500円 |

長崎市では、2023年4月1日より宿泊税を導入した。初年度の税収見込みは3億7200万円で、その全額を観光案内所の設置などの観光振興事業と、新たに設置する観光交流基金に振り分ける。

#### ニセコ町
北海道ニセコ町では、2024年11月1日より宿泊税を導入した。税額は以下の通り。
宿泊料金 5001円未満：100円 ／ 5001円 - 19999円：200円 ／ 20000円 - 49999円：500円 ／ 50000円 - 99999円：1000円 ／ 100000円以上：2000円

#### 静岡県熱海市
2025年4月1日より実施。税額は1名あたり200円（12歳未満や修学旅行生などは免税）
。

#### 導入予定の自治体
愛知県常滑市
2025年1月6日より実施。税額は1名あたり200円。
北海道赤井川村
2025年4月1日より実施。税額は1名あたり200円（宿泊料8000円以上2万円未満）または500円（宿泊料2万円以上）。

#### 導入を検討している主要な自治体
大阪府が宿泊税を導入して以降、流れに乗って導入を目指す自治体が増えた。東京都が導入した宿泊税を鳥取県知事時代に非難した片山善博は、使途を明確にしないうちになし崩し的に導入が加速している事態を「安易な発想」と非難している。
宮城県・仙台市
2024年10月4日に仙台市、同月17日に宮城県の各議会で、宿泊税を導入するための議案が可決された。税額は300円で、宿泊料金が6000円未満の場合は非課税。仙台市内での宿泊税は、仙台市が200円、宮城県が100円の配分となる。導入は2025年11月を予定。
北海道
2017年3月、高橋はるみ知事（当時）が検討を始めることを表明し、同年7月から具体的な検討が審議会で始まった。宿泊税検討のための有識者懇談会は2024年2月、宿泊税について「宿泊料2万円未満は100円、2万円以上5万円未満は200円、5万円以上は500円」の3区分とすることが望ましい、との素案をとりまとめた。なお、道内では札幌市・函館市でも宿泊税の導入が検討されているが、既に導入済みの倶知安町を含め、北海道の宿泊税と各市町の宿泊税は重課される見通し。
浦安市
東京ディズニーリゾートを抱えている千葉県浦安市でも舞浜駅周辺の整備や救急医療体制の整備を目的とした宿泊税の徴収を検討することを2024年2月に市長の内田悦嗣が明らかにした。
熊本市
2024年12月9日に観光施設の充実を図る財源の確保を目的として2026年7月に宿泊税を導入する予定を市長の大西一史が市議会で説明した。

## アメリカ合衆国
アメリカ合衆国の州の一部では、一時宿泊税 (transient occupancy tax; TOT, transient accommodations tax; TAT) を導入している。税額や税制の詳細は、州によって異なる。

### カリフォルニア州
カリフォルニア州内の自治体には、カリフォルニア州税法典によって、市や郡に宿泊税を徴収する権限が与えられており、サンディエゴやサンフランシスコを始めとする自治体が実際に宿泊税を設定し、徴収している。サンディエゴの宿泊税率は10.5%、サンフランシスコの宿泊税率は14%である。

### ハワイ州
ハワイ州では、180日未満の連続した宿泊に対して、TAT を課税している。部屋・賃貸アパート・平屋住居・マンション・ビーチハウス・ホテルの一室など、ありとあらゆる施設が対象となり、税額は一律9.25%（2017年7月時点）であるが、2018年1月1日から2030年末までの TAT を1%引き上げて10.25%とする時限立法が、2017年の特別議会で成立した。
さらに2023年に発生したハワイ・マウイ島山火事を受け、2026年1月から11%に引き上げる法案が可決されている。増税分は山火事の原因となる干ばつなどの気候変動対策に充てられる。